# Táltos

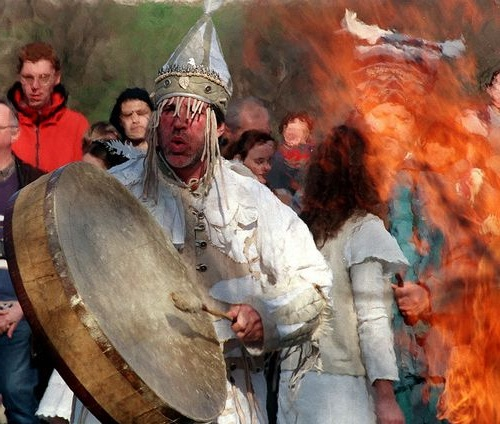
Un taltos en plein rituel.

Le táltos ([ˈtaːltoʃ]) ou tátos est l'intermédiaire entre les Hommes et les Dieux dans la religion proto-magyare. Il occupe des fonctions de thérapeute et de conseiller dans les sociétés traditionnelles magyares.
Le mot hongrois táltos est d’origine ougrienne (*tultᴈ « pouvoir magique », cf. vogoul tūltėn, tūltnė « facile » et ostiak du Nord tolt « géant [en fait : magicien] », toltn, tolten « à pouvoir magique »).
La christianisation des Magyars, qui s'accentuera sous le règne du roi Étienne Ier (1001–1038), entraînera la disparition ou la marginalisation des táltos.